# Karol Alfred Pace
Karol Alfred Pace (ur. 1 października 1843 w Bzowie, zm. 23 czerwca 1910 w Miechowie) – malarz tworzący między innymi w Pilicy.
19 listopada 1877 r. ożenił się z Elżbietą Holtz, z którą miał czworo dzieci: Edwarda Józefa Pace, Natalię Zofię Pace, Juliusza Emila Pes vel Pace oraz Waldemara Pace
W pilickim klasztorze oo. Reformatów znajdują się dwa jego obrazy:
- Narodziny Chrystusa Pana (dar o.Antoniego Obarskiego.)
- Najświętszego Serca Jezusowego (w Kaplicy Fundatorskiej w ołtarzu św.Michała Archanioła i Aniołów Stróżów]